# Grab the Moment
Chansons représentant la Norvège au Concours Eurovision de la chanson
Icebreaker
(2016) That's How You Write a Song
(2018)
Grab the Moment (en français « Saisir le moment ») est la chanson de JOWST  en featuring avec Aleksander Walmann qui représentera la Norvège au Concours Eurovision de la chanson 2017 à Kiev, en Ukraine.